# 天主教那空沙旺教區
天主教那空沙旺教區（拉丁語：Dioecesis Nakhonsauanensis）是泰國一個羅馬天主教教區，屬曼谷總教區。範圍包括泰北地區的和泰國中部十三府：那空沙旺府、信武里府、披集府、碧差汶府、甘烹碧府、來興府、北標府、素可泰府、猜納府、乌泰他尼府、華富里府、紅統府和程逸府。2001年有教友9,237人、28個堂區、27名司鐸。主教為披汶·威实嫩达猜。
1967年2月9日自曼谷總教區分出。